# 山中溪站
山中溪站（日语：／ Yamanakadani eki */?）位于大阪府阪南市山中溪，是西日本旅客铁道（JR西日本）阪和线的鐵路車站。
本站距南边相邻的纪伊站有8.1km，此区间为阪和线最长区间。

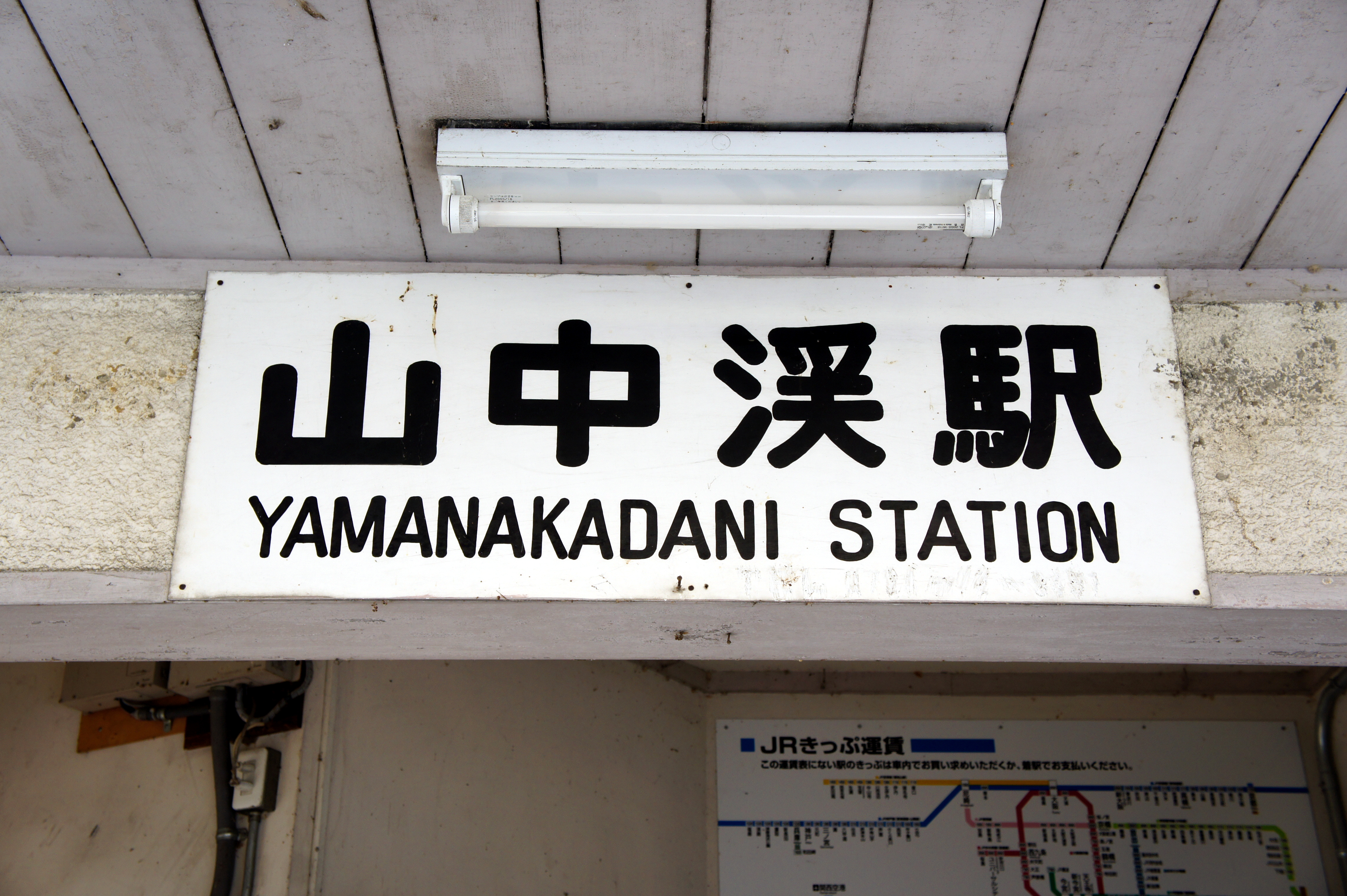
站名牌

## 历史
- 1930年6月16日 - 作为阪和电气铁道车站开业。
- 1940年12月1日 - 阪和电气铁道被南海铁道收购，成为南海铁道车站[2]。
- 1944年5月1日 - 国有化，成为阪和線车站[2]。
- 1961年10月1日 - 停止办理货运业务。
- 1987年4月1日 - 国铁分割民营化后成为JR西日本车站。
- 1992年11月1日 - 绿色窗口开始营业。
- 2003年11月1日 - 支持使用ICOCA[3]。
- 2018年3月17日 - 开始使用车站编号[4]。

## 车站结构
侧式站台2台2线地上车站。
和泉砂川站管理的无人站。支持使用ICOCA。在大阪府内只有本站和长泷站是无人站。

### 站台
| 站台 | 路线   | 方向 | 目的地                   |
| ---- | ------ | ---- | ------------------------ |
| 1    | 阪和線 | 上行 | 日根野、天王寺、大阪方向 |
| 2    | 阪和線 | 下行 | 纪伊、和歌山方向         |

## 使用情况
位于大阪府与和歌山县边界处的山区内，为大阪府内JR车站中，乘客最少的。
根据大阪府统计年鉴，2017年1日平均乘车人数196。
| 年度   | 1日平均 乘车人数 |
| ------ | ---------------- |
| 1997年 | 275              |
| 1998年 | 268              |
| 1999年 | 260              |
| 2000年 | 251              |
| 2001年 | 251              |
| 2002年 | 233              |
| 2003年 | 229              |
| 2004年 | 199              |
| 2005年 | 197              |
| 2006年 | 188              |
| 2007年 | 184              |
| 2008年 | 174              |
| 2009年 | 176              |
| 2010年 | 190              |
| 2011年 | 198              |
| 2012年 | 190              |
| 2013年 | 189              |
| 2014年 | 181              |
| 2015年 | 186              |
| 2016年 | 192              |
| 2017年 | 196              |

## 相邻车站
西日本旅客铁道
 阪和線
■快速、■直通快速
通過
■纪州路快速（早高峰部分列车通过）、■区間快速（仅下行）、■普通
和泉鸟取（JR-R49）－山中溪（JR-R50）－紀伊（JR-R51）

## 外部連結
- 山中溪｜車站資訊：JR出門網 - 西日本旅客鐵道